# Verwaltungsreform in Berlin
Die Verwaltungsreform in Berlin ist ein dynamischer Prozess, begonnen nach dem Mauerfall und der deutschen Wiedervereinigung, bei dem die beiden Verwaltungen von Ost- und West-Berlin zu einer Verwaltung zusammenwachsen und diese modernisiert werden soll. 2024 ist sie nach Angaben des Berliner Senats wieder einen Schritt weitergekommen, 2025 wurde eine Verfassungsänderung beschlossen.

## Anlass und Ziel der Verwaltungsreform
Als Beitrag zur Bewältigung der veränderten wirtschaftlichen, gesellschaftlichen und politischen Umfeldbedingungen seit der Wiedervereinigung der Stadt hat Berlin 1992 mit einer tiefgreifenden Modernisierung der Verwaltung begonnen, deren Ziel es ist, den öffentlichen Sektor Berlins zu einem leistungsstarken und bezahlbaren Dienstleister zu entwickeln. Die Reform des politischen und des administrativen Systems in Berlin orientiert sich am Leitbild einer modernisierungspolitischen Gesamtstrategie, die durch Verfassungsänderungen und Verwaltungsreformgesetze legitimiert und legalisiert wird.
Die grundlegende Reform der Berliner Verwaltung, durch die Berlin finanziell solider, zukunftsfähiger und als Wirtschaftsstandort attraktiver werden soll, umfasst im Wesentlichen vier Komponenten: 
- Politik- und Verfassungsreform,
- Gebietsreform 2001,
- Funktionalreform und
- Managementreform.

## Änderungen der Verfassung von Berlin zur Umsetzung der Reform
Die Umsetzung der beschlossenen Maßnahmen im Rahmen der Reform der Berliner Verwaltung führte zu zahlreichen Veränderungen. Das Abgeordnetenhaus von Berlin wurde verkleinert und die Zahl der Senatsmitglieder von maximal 18 auf maximal 9 halbiert. Die Anzahl der Bezirke wurde durch Zusammenlegungen von 23 auf 12 reduziert. Das Aufgabenspektrum der Bezirke wurde durch Verlagerung von Aufgaben aus der Hauptverwaltung zum Teil erweitert. Im Rahmen der Managementreform wird in Berlin seit 1992 ein am 'Neuen Steuerungsmodell' der Kommunalen Gemeinschaftsstelle für Verwaltungsmanagement (KGSt) orientiertes 'Neues Führungs- und Steuerungssystem' realisiert.

## Reformschritte
In den Bezirken und der Hauptverwaltung wurden die konkret zu leistenden Aufgaben als Produkte definiert und eine Kosten- und Leistungsrechnung aufgebaut. In den Bezirksverwaltungen finden eine outputorientierte Budgetierung und ein Kostencontrolling statt. Das Kostenbewusstsein für die erbrachten Verwaltungsleistungen und die Kostentransparenz sind in den Bezirken deutlich gestiegen. Die reformkonforme Neustrukturierung der Verwaltung durch flächendeckende Bildung von Leistungs- und Verantwortungszentren (LuV, entspricht ungefähr den bisherigen Ämtern oder Abteilungen, deren Leiter jedoch mehr Eigenverantwortung haben sollen und deren Amtszeit von vornherein begrenzt sein kann, um dauerhafte Fehlbesetzungen zu vermeiden), „Serviceeinheiten“ (entspricht den bisherigen „Inneren Diensten“ für Personal, Haushalt, Recht und Materialbeschaffung/Grundstücksverwaltung) und „Steuerungsdiensten“ (neue Organisationseinheit für Kostencontrolling, daneben auch die bisherige Innenrevision) in Senats- und Bezirksverwaltungen ist weitgehend verwirklicht. LuVs wurden nicht gebildet. Durch eine umfassende interne Öffentlichkeitsarbeit und eine breit angelegte Qualifizierungsoffensive wurden mehr als 100.000 Beschäftigte der Berliner Verwaltung mit den Zielen und Instrumenten der Verwaltungsreform vertraut gemacht.
Zeitlich zum Teil parallel wurden in den bezirklichen Abteilungen Jugend (den „Jugendhilfe-Ämtern“) nicht Jugendhilfestationen, sondern Regionen nach dem Modell des Duisburger Professors Wolfgang Hinte eingeführt mit dem Ziel, regionalisierte Kleinkommunen zu bilden, die mit eigenem Budget alle Angebote und Leistungen des SGB VIII (insbesondere §§ 8a bis 43) verwalten und dezentral verplanen.

## Erfolgskontrolle
Trotz der Realisierung einer Vielzahl von Reforminstrumenten in Senats- und Bezirksverwaltungen ist es aber bisher in keiner Senatsverwaltung und in keiner Bezirksverwaltung gelungen, alle Reformelemente ganzheitlich und vernetzt zu realisieren. Bei der Verwirklichung der neuen Steuerungslogik gibt es zahlreiche Defizite; das gilt insbesondere für die Reformfelder Personal- und Qualitätsmanagement, wie der Rechnungshof von Berlin in zwei Berichten dargestellt hat.

## Würdigung der bisherigen Ergebnisse
Effizienz und Wirtschaftlichkeit der Berliner Verwaltung sind zwar gestiegen, aber oft nicht aufgrund der Managementreform, sondern wegen organisatorischen Verbesserungen wie der flächendeckenden Einrichtung von Bürgerämtern in allen Bezirken und wegen der Vielzahl der Maßnahmen zur Haushaltskonsolidierung, insbesondere wegen der erheblichen Stelleneinsparungen. Seit 1991 wird der Stellenbestand der Berliner Verwaltung massiv reduziert. Wo es im Jahr 1991 noch rund 207.000 Beschäftigte im unmittelbaren Landesdienst gab, wurden nach Angaben der Senatsverwaltung für Finanzen von Berlin nunmehr bis zum Jahr 2008 (rund 108.000) fast die Hälfte der Stellen abgebaut.
Zentrales Problem des Berliner Reformprozesses ist, dass das Verhältnis von Verwaltungsreform und Haushaltskonsolidierung ungeklärt blieb. Die extreme Finanzkrise, die zu Beginn der 1990er Jahre Motor des Berliner Reformprozesses war, wirkt heute zuvörderst als Bremse des Modernisierungsprozesses. Eine auf kurzfristige Einsparungen abzielende Konsolidierungspolitik gefährdet den Modernisierungserfolg. Es ist nicht flächendeckend gelungen, die im Zusammenhang mit dem gravierenden Stellenabbau zwangsläufig eintretenden stärkeren Belastungen für den Einzelnen durch strukturelle und prozessuale Maßnahmen der Neuorganisation zu kompensieren.
Da konkrete und vorzeigbare Beispiele für den praktischen Gesamtnutzen der Managementreform nur vereinzelt vorliegen, kam es hinsichtlich der Staats- und Verwaltungsmodernisierung zu einem Paradigmenwechsel. Vor dem Hintergrund der dramatischen Finanzkrise wurde der Schwerpunkt der Verwaltungsmodernisierung auf die Anforderungen der extremen Haushaltsnotlage ausgerichtet. Die Modernisierung und Rationalisierung der Berliner Verwaltung und die Konsolidierung des Haushalts sollten enger miteinander verzahnt werden. Auf der Grundlage des Berichts der „Expertenkommission Staatsaufgabenkritik“ wurde von 2003 bis 2006 die „Neuordnungsagenda 2006“ mit über 70 Modernisierungsprojekten unter dem Motto „Mehr Leistung – weniger Kosten“ durchgeführt.

## Fortführung der Verwaltungsreform
Eine weitere Phase der Modernisierung der Berliner Verwaltung leitete der Senat im Juni 2007 mit dem Modernisierungsprogramm „ServiceStadt Berlin“ unter dem Motto „Mehr Service – bessere Qualität“ ein. Durch über 100 Projekte und Vorhaben werden der Zugang zu den Dienstleistungen für Bürger, für die ansässige Wirtschaft und für Investoren erleichtert sowie Verwaltungsprozesse vereinfacht. Schwerpunkt des Programms ist die Umsetzung der fünf Leitprojekte „Einheitliche Behördenrufnummer 115“, „Elektronische Baugenehmigung“, „Online-Angebote der Bürgerdienste“, „Europäische Melderegisterauskunft“ und „Einheitlicher Ansprechpartner für Wirtschaftsbürger“. Eine große Bedeutung kommt ferner dem stärkeren Einsatz der Informations- und Kommunikationstechnik zu. Im Hinblick auf eine Fortführung des Modernisierungsprogramms „ServiceStadt Berlin“ hat die Senatsverwaltung für Inneres und Sport im März 2008 das Deutsche Institut für Urbanistik (Difu) mit der Erstellung einer Studie über die Anforderungen an die Berliner Verwaltung 2016 beauftragt. Auf wissenschaftlich-analytischer Grundlage hat das Difu zusammen mit Verwaltungsvertretern handlungsleitende Empfehlungen für Politik und Verwaltung erarbeitet. Mit der Veröffentlichung der Studie im Sommer 2009 werden die darin enthaltenen Modernisierungsergebnisse nun bis zum Jahr 2016 umgesetzt. Der in Berlin für Modernisierungsfragen zuständige Staatssekretärsausschuss zur Verwaltungsmodernisierung hat im Juni 2009 die Studie akzeptiert und verschiedene Folgeprojekte in Auftrag gegeben.

## Fazit
Als Fazit der bisherigen Reformbemühungen ist zu konstatieren, dass endgültige Aussagen über Erfolg und Misserfolg des Berliner Reformprozesses nicht möglich sind. Eine Verwaltungsreform in der innerdeutsch einmaligen Größenordnung von Berlin muss zwangsläufig ein offener Prozess mit ungewissem Ausgang sein. Verwaltungsreform ist ein komplexer organisatorischer Veränderungsprozess mit vielfältig vernetzten Ursache-Wirkungszusammenhängen. Aufgrund der Modernisierung ist zu berücksichtigen, dass die Bedingungsfaktoren (politisch-gesetzliche, finanzielle, organisationskulturelle, technologische und weitere) nicht statisch sind, sondern dynamischer Veränderung unterliegen. Es kommt daher immer wieder zu unvorhergesehenen Problemen, Fehleinschätzungen und Rückschlägen. Voraussetzung einer grundlegenden Reform der Verwaltung ist die Bereitschaft, aus Erfahrungen im Sinne einer stetigen Optimierung des Systems Verwaltung zu lernen.